# Iciligorgia clavaria
Iciligorgia clavaria is een zachte koraalsoort uit de familie Anthothelidae. De koraalsoort komt uit het geslacht Iciligorgia. Iciligorgia clavaria werd in 1878 voor het eerst wetenschappelijk beschreven door Studer. 